# Petraliella concinna
Petraliella concinna is een mosdiertjessoort uit de familie van de Petraliidae. De wetenschappelijke naam van de soort is voor het eerst geldig gepubliceerd in 1891 door Hincks.